# Hugo Scrayen
Hugo Scrayen, né le 19 avril 1942 à Wintershoven,, est un coureur cycliste belge. Il évolue au niveau professionnel durant les années 1960.

## Biographie
Hugo Scrayen est un ancien équipier de Rik Van Steenbergen et de Rik Van Looy. Bon routier-sprinteur, il s'est principalement illustré dans des kermesses belges en obtenant plusieurs victoires et diverses places d'honneur. Il a également brillé sur piste en devenant champion de Belgique de poursuite à deux reprises.

## Palmarès sur route
- 1961
  - Gand-Wevelgem amateurs
  - Coppa Caldirola
  - 6ea étape du Tour de Belgique amateurs
- 1962
  - Bruxelles-La Louvière-Bruxelles
  - 5e étape du Tour de Belgique indépendants
  - Hulst-Tessenderlo
  - 2e de Bruxelles-Zepperen
  - 2e du Tour des onze villes
- 1963
  - 2e de Zonhoven-Anvers-Zonhoven
- 1964
  - 1re étape du Tour de Belgique
  - Gand-Audeghem
- 1966
  -  Champion de Belgique interclubs
  - 2e du Circuit de Flandre centrale

## Palmarès sur piste

### Championnats nationaux
- 1962
  -  Champion de Belgique de course derrière derny amateurs
- 1963
  -  Champion de Belgique de poursuite
  - 2e du championnat de Belgique de l'omnium
- 1964
  -  Champion de Belgique de poursuite
  - 2e du championnat de Belgique de l'américaine
- 1965
  - 2e du championnat de Belgique de l'américaine
  - 3e du championnat de Belgique de poursuite
  - 3e du championnat de Belgique de l'omnium

### Six Jours
- 1963
  - 3e des Six Jours d'Anvers (avec Fritz Pfenninger)
  - 3e des Six Jours de Bruxelles (avec Rik Van Looy)